# Carlo Porciani
Carlo Porciani (Viterbo, 11 marzo 1938 – Foiano della Chiana, 4 novembre 2015) è stato un fumettista italiano.

## Biografia
Entrò nello studio di Rinaldo Dami, il D'Ami Studios, collaborando con il fondatore a diverse serie a fumetti per il mercato britannico. Per Edizioni Audace ha disegnato nel 1956 la serie Big Davy, ispirata a Davy Crockett su testi dello stesso Bonelli, "I Tre Bill" e, per Corriere dei piccoli, la serie "Hayawatha".  Ha fatto parte dello staff di disegnatori della serie Kolosso, edito dalla casa editrice Gli Amici, che aveva fondato insieme a Mario Faustinelli.